# Heinrich Brauns
Heinrich Brauns, född 3 januari 1868 i Köln, död 19 oktober 1939 i Lindenberg im Allgäu, var en tysk politiker.
Brauns var filosofie doktor i nationalekonomi och statsrätt. Ursprungligen var han romersk-katolsk präst, och blev 1900 föreståndare för centralbyrån för det romersk-katolska Tysklands nationalförening i München-Gladbach, och var 1919 medlem av nationalförsamlingen i Weimar. Han valdes 1920 även till medlem av Weimarrepublikens riksdag som representant för den Centrumpartiet. Brauns inträdde 27 juni 1920 som riksarbetsminister i regeringen Fehrenbach. Han kvarstod trots de täta ministerkriserna på posten till 28 juni 1928 och tillhörde inte mindre än elva regeringar. Brauns tillhörde under Weimarrepubliken förgrundsfigurerna i Tysklands politiska liv, och utgav ett flertal arbeten i nationalekonomiska ämnen.